# Boehlkea fredcochui
Genre
Espèce
Boehlkea fredcochui est une espèce de poissons de la famille des Characidae. C'est la seule de son genre Boehlkea (monotypique).

## Distribution
Cette espèce se rencontre dans le bassin amazonien au Brésil, en Colombie et au Pérou.

## Description
Ce poisson mesure jusqu'à 41 mm.

## Taxinomie
Pendant de nombreuses années, une autre espèce de poisson, Knodus borki, a été vendue par erreur sous le nom de Boehlkea fredcochui.

## Étymologie
Son nom spécifique, fredcochui, lui a été donné en l'honneur de Ferdinand (« Fred ») Cochu, du Paramount Aquarium à New-York, qui a introduit cette espèce pour l'aquariophilie vers 1956.

## Publication originale
- Géry, 1966 : « A review of certain Tetragonopterinae (Characoidei), with the description of two new genera ». Ichthyologica, the Aquarium Journal, vol. 37, n. 5, p. 211-236.